# Station Norrviken
Norrviken is een station van het stadsgewestelijk spoorwegnet van Stockholm in de gemeente Sollentuna op 16,9 kilometer ten noorden van station Stockholm-Centraal. 
De het halte Norrviken werd in 1907 geopend aan de noordelijke hoofdlijn tussen Stockholm en Uppsala op grond van een overeenkomst tussen Statens Järnvägar en projectontwikkelaar AB Norrvikens Villastad. Het spoor wordt sinds 1942 als onderdeel van de oostkustlijn beschouwd. In 1955 kwam er een rood bakstenen stationsgebouw dat in 1993 werd gesloopt toen de oostkustlijn werd uitgebouwd van dubbelspoor naar vier sporen. Op het eilandperron kwam aan de zuidkant een bescheiden hal met kaartverkoop die toegankelijk is vanuit een reizigerstunnel onder de sporen. Het station kent ongeveer 2000 instappers per dag. 

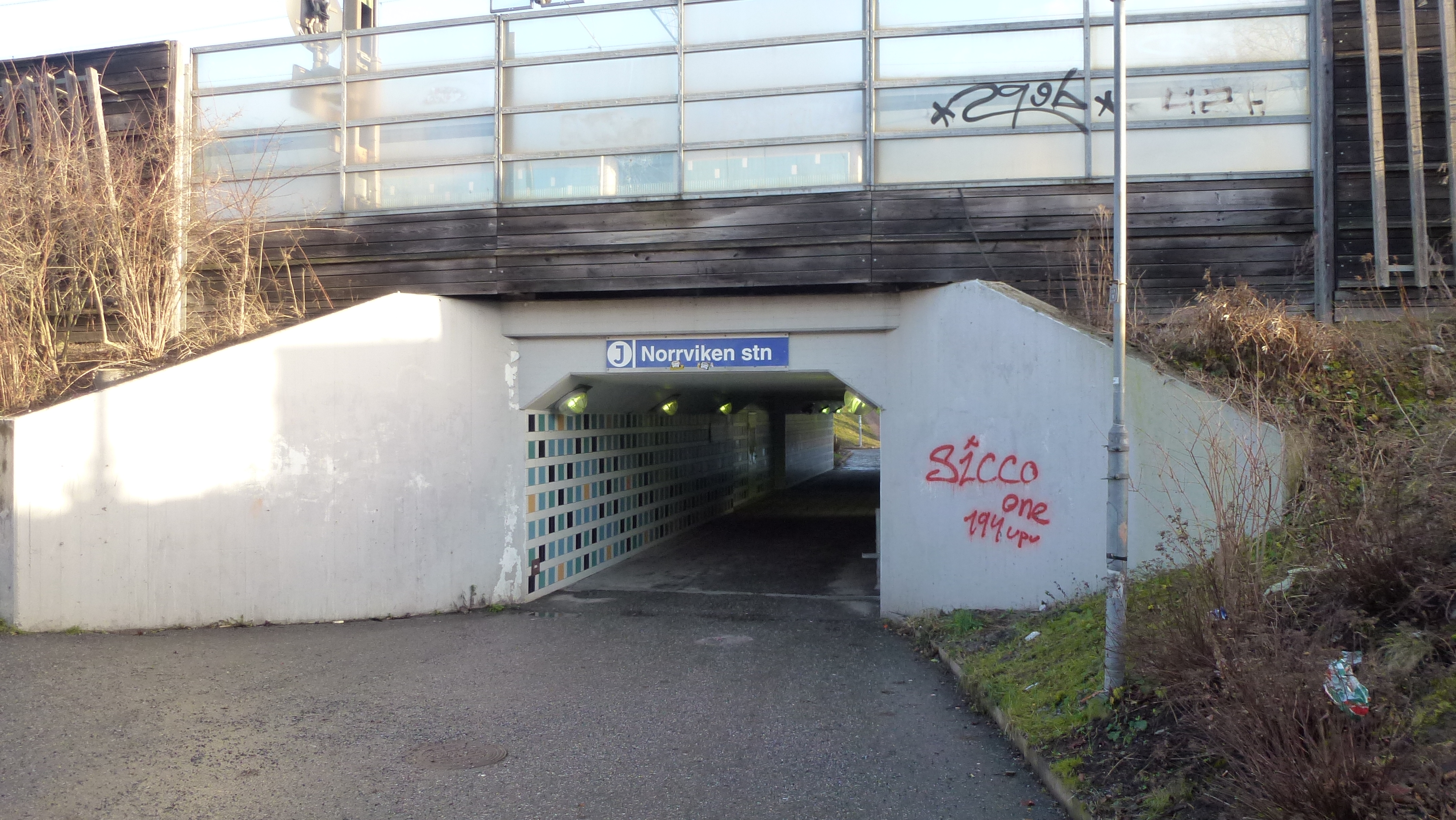
De reizigerstunnel.
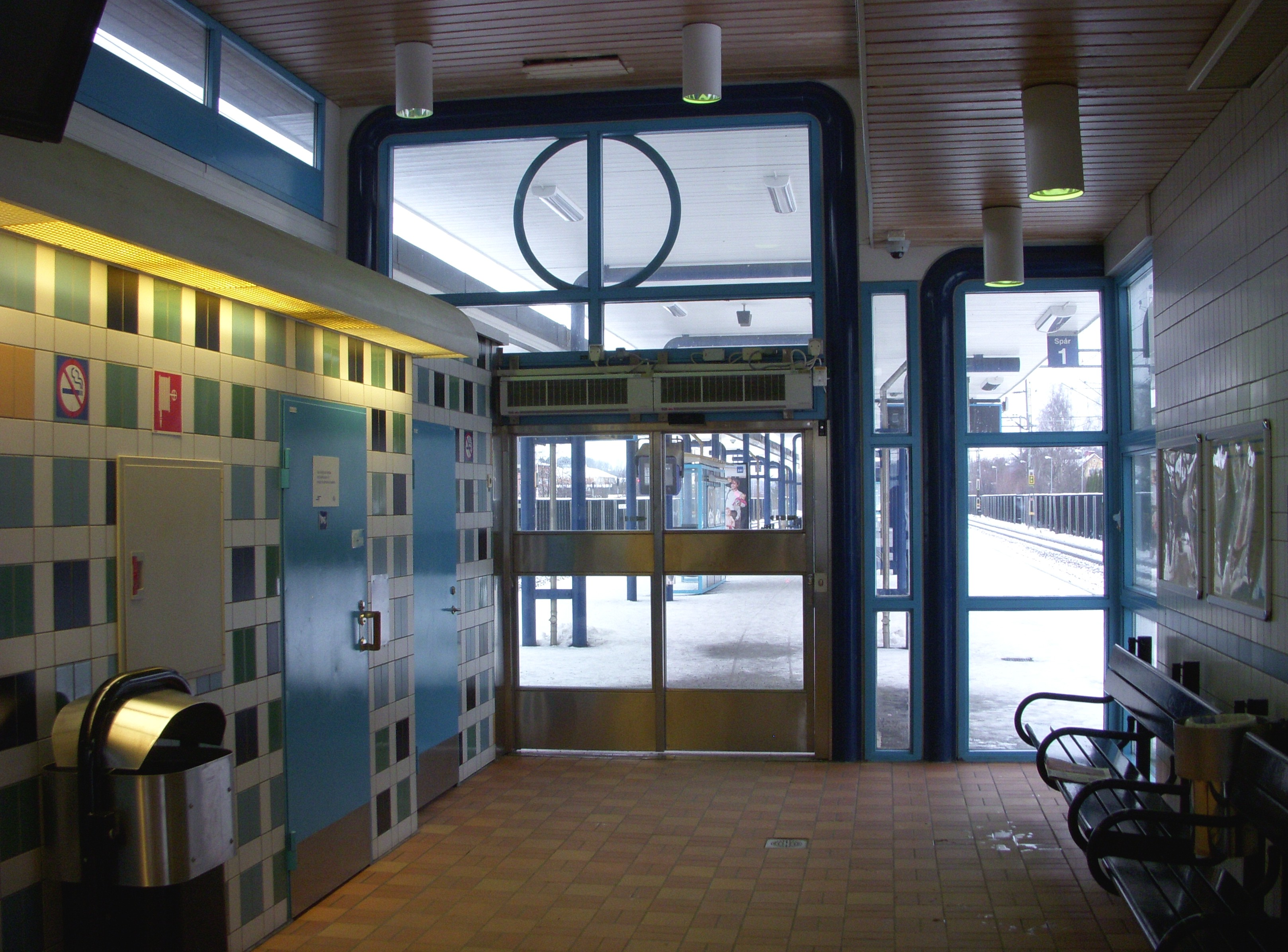
De wachtkamer.
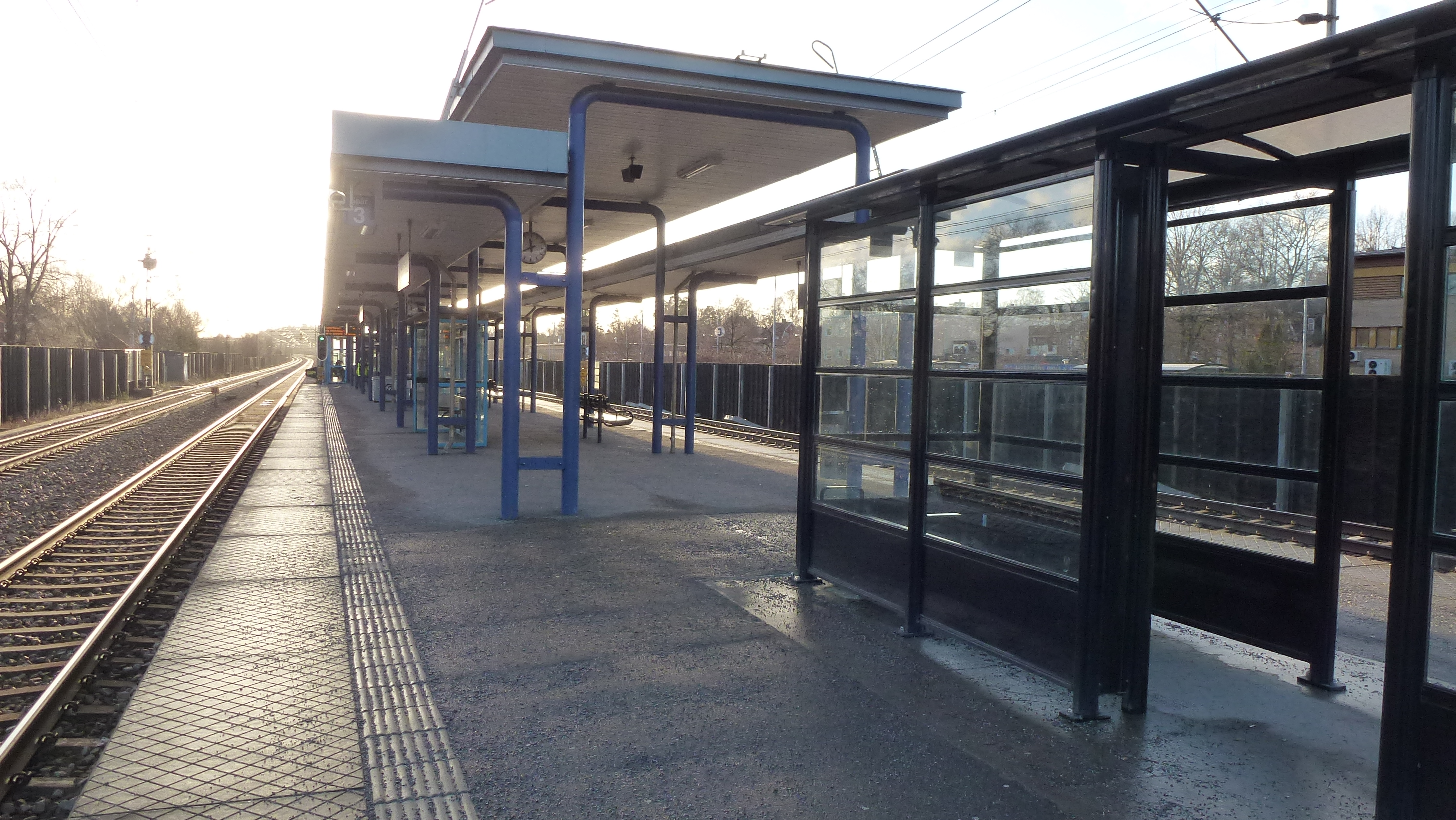
Het eilandperron.